# Cystodictya carbonaria
Cystodictya carbonaria is een mosdiertjessoort uit de familie van de Cystodictyonidae. De wetenschappelijke naam van de soort is voor het eerst geldig gepubliceerd in 1871 door Meek.